# 王志剛
王 志剛（おう しごう、1957年10月10日 - ）は、中華人民共和国の官僚、政治家。安徽省懐遠県出身。元中華人民共和国科学技術部部長。第16回、第17回中国共産党中央規律検査委員会委員。第18回、第19回中国共産党中央委員会委員。

## 経歴
1957年10月10日、安徽省懐遠県で生まれる。文化大革命末期の1976年1月より安徽省滁県地区の常山人民公社で知識青年として労働に従事。
1982年に西北電訊工程学院（現在の西安電子科技大学）を卒業後、同年、電子工業部第二十八研究所に入局。1996年10月、中国コンピュータソフトウェアと技術サービス総公司総経理、党委員会委員に転出。
1999年1月、中華人民共和国情報産業部電子科学研究院副院長、党組成員に就任。2002年1月、中国電子科技集団公司副総経理、党組成員に就任。翌年9月、総経理兼党組書記に昇格。同月には中国電子科学研究院院長を兼務する。
2011年3月、中華人民共和国科学技術部部長兼党組副書記に転任。
2018年3月、万鋼の後任として、中華人民共和国科学技術部部長に任命される。
2023年10月24日、中華人民共和国主席：習近平が発した国家主席令第十四号により科学技術部部長を解任された。